# Petr Faltus
Petr Faltus (* 27. února 1968, Chrudim) je český malíř, grafik a ilustrátor, jehož díla jsou zastoupena v galeriích a soukromých sbírkách v ČR i zahraničí.

## Studia
V období 1982–1986 studoval na Střední odborné škola výtvarné v Praze a v období 1986–1992 na Vysoké škole uměleckoprůmyslové v Praze v ateliéru ilustrace a grafiky u profesora Jiřího Šalamouna. V roce 1991 absolvoval stáž na Vysoké škole výtvarných umění (Fachhochschule für Gestaltung) v Hamburku v ateliéru ilustrace a grafiky profesora Rüdigera Stoye. K jeho oblíbencům patří Josef Váchal, Odilon Redon, Karel Klostermann a Alfred Kubin. Je zakladatelem leopardismu.
| „             | Leopardismus je jako emocionální karcinom flatulentního panikáře. Plutoleopardismus, totéž v celosvětovém významu a laskavých souvislostech. Hajájismus, dotek nosů ve vodorovné, či svislé poloze s krásnými panoramaty Šumavského národního parku. | “ |
| — Petr Faltus | |   |

## Výběr výstav
- 2022 Kaiserštějnský palác, Praha, Malostranské náměstí, Petr Faltus a Toyen v rámci Grand Jour de Champagne 2022
- 2021 Černošice, Už je nejhůř 2, Galerie 90° a Rock Café[3]
- 2021 Klatovy, Galerie U Bílého jednorožce
- 2020 Praha, Galerie Rock Café [4]
- 2019 Černošice, Už je nejhůř, Galerie 90°
- 2019 Porto Sant'Elpidio, Arista Art Spoon, Villa Baruchello
- 2018 Piěšťany, Galerie Magna
- 2015 Sušice, Galerie Sirkus
- 2015 Praha, Slovenský dům
- 2012 Praha, Divadlo Bez Zábradlí
- 2011 Praha, Galerie Azeret
- 2009 Praha, Art Prague
- 2009 Vsetín, Zámecká galerie vsetínského muzea
- 2008 Praha, Galerie Vyšehrad
- 2008 Banja Luca, Muzeum Republiky Srbské
- 2008 Mostar, Galerie Kralice Katarine Kosače
- 2007 Berlín, basART, Saarländische Galerie
- 2007 Praha, Praha City Center
- 2007 Zlín, Městské divadlo
- 2006 Toledo, Círculo de Arte de Toledo
- 2006 Dolný Kubín, Oravská galéria – Župný dom
- 2005 Bratislava, Dvorana Ministerstva kultúry SR
- 2005 Praha, Novoměstská radnice
- 2004 Brno, Vinná galerie
- 2003 Florencie, Biennale Internazionale dell’ Arte Contemporanea
- 2003 Praha, Galerie kritiků, Palác Adria
- 2002 Praha, Novoměstská radnice
- 1998 Praha, Salmovský palác, Pražský hrad
- 1996 Praha, Galerie Chiméra
- 1995 Méty, Galerie St. Croix
- 1994 Hannover, Galerie Bohemica
- 1994 Praha, Galerie Kamzík
- 1994 Praha, Galerie Apart
- 1994 Glivice, Městské muzeum
- 1994 Katovice, Galerie Hornoslezské matice kultury
- 1992 Bratislava, Bienále ilustrace
- 1991 Bratislava, Galerie B
- 1991 Hamburg, radnice města Hamburg
- 1990 Paříž, Figures Futur – jeunes illustrateurs pour demain, Salon du Livre de Jeunesse

## Ilustrace
- 2018 Šumava patafyzická, Karel Steigerwald, Togga
- 2018 Ona, oni a já aneb Vychovatelem snadno a rychle, Miroslav Macek, XYZ
- 2018 Saturnin se vrací, Miroslav Macek, XYZ
- 2012 Čas utopie, Karel Steigerwald, Togga
- 2012 Vladimírova děvka, Jan Kratochvíl, Togga
- 2011 Nadsamec, Alfred Jarry, XYZ
- 2010 Trpké povídky, Václav Koubek, XYZ
- 2010 Igor Chaun, Večeře u Mahárádži a jiné povídky, XYZ
- 2009 120 dnů Sodomy, Donatien Alphonse François de Sade, XYZ
- 2009 Golem, Gustav Meyring, XYZ
- 2008 Utrpení mladého Werthera, J.W. Goethe, XYZ
- 2007 Paměti, Giacomo Casanova, XYZ
- 2005 Mám tě rád – doopravdy!, Vladislav Kučík, XYZ
- 1999 Budeme bohatí, Vladislav Kučík, Alpress
- 1997 Útěky z bezpečí / Dobrodružství duše, Richard Bach, Argo

## Zastoupen ve sbírkách
- Vídeň, Albertina
- Katovice, Galerie Hornoslezské matice kultury
- Dolný Kubín, Oravská galéria
- Toledo, Círculo de Arte de Toledo
- Piěšťany, Galerie Magna
- Hamburg, radnice města Hamburg
- Praha, AzeReT Art Galerie

## Ocenění
- 1990 Diplom – Paříž, Figures Futur – jeunes illustrateurs pour demain, Salon du Livre de Jeunesse
- 2019 Šumava Litera – cena Johanna Steinbrenera výtvarné publikace 3. místo za knihu Šumava patafyzická[5]

## Galerie

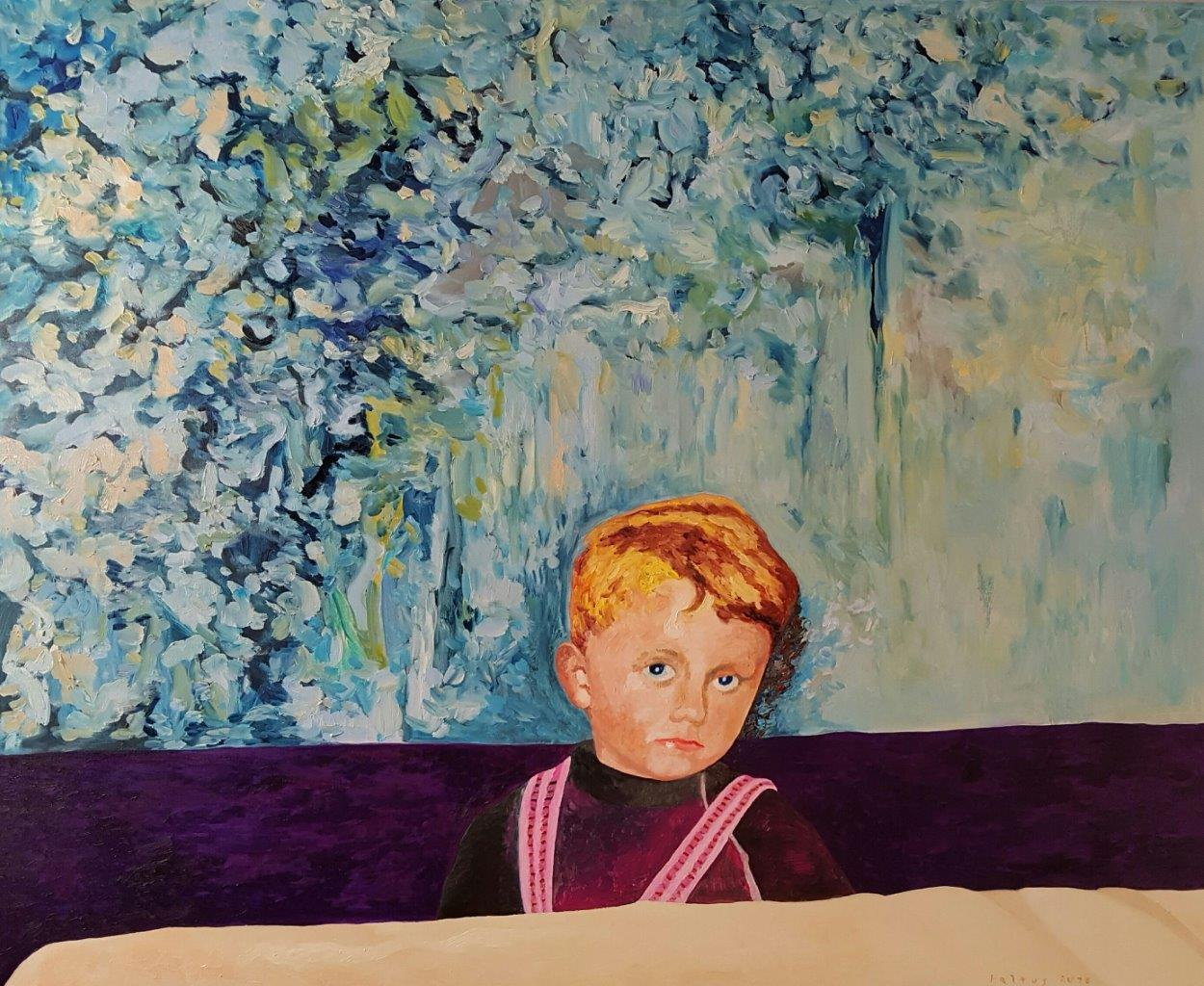
Čeřen Pastejř, olej na plátně, 100×120 cm
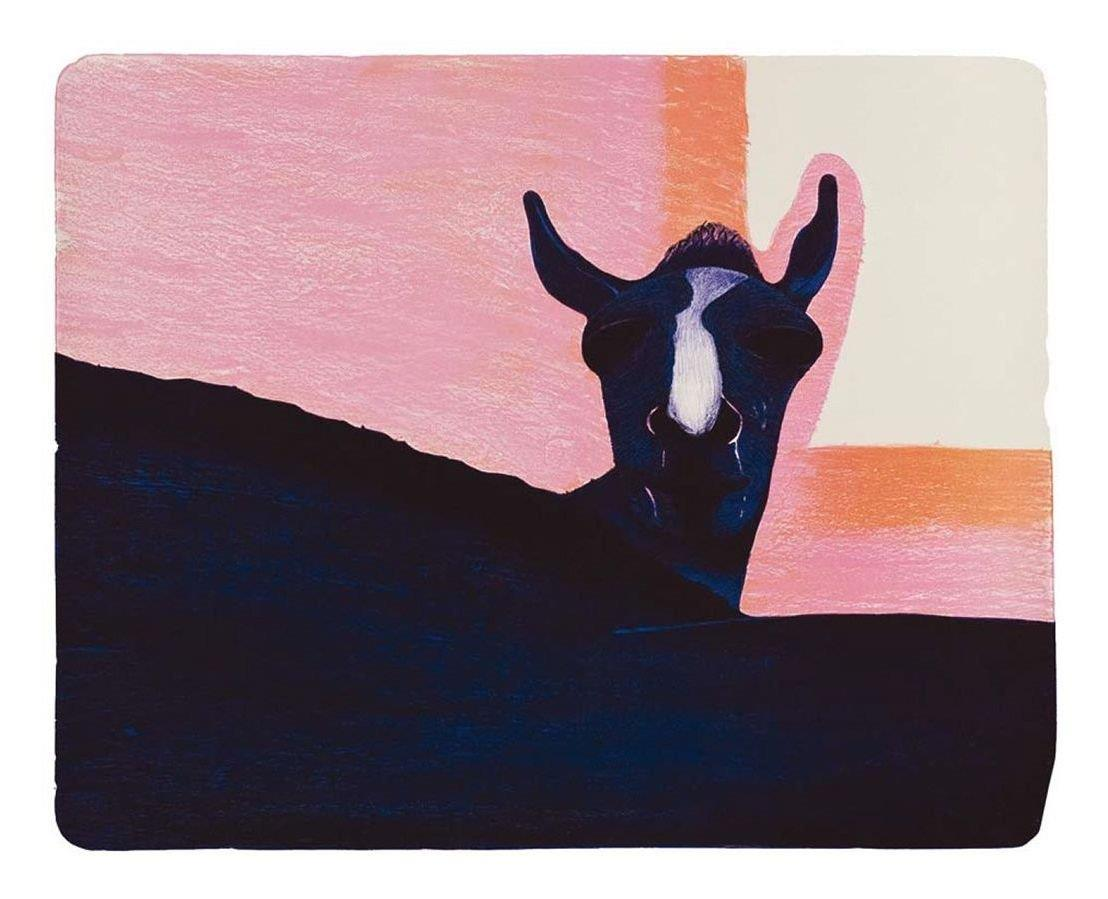
Hopsa hopsa hopsasa, litografie, 49,5×54,5 cm
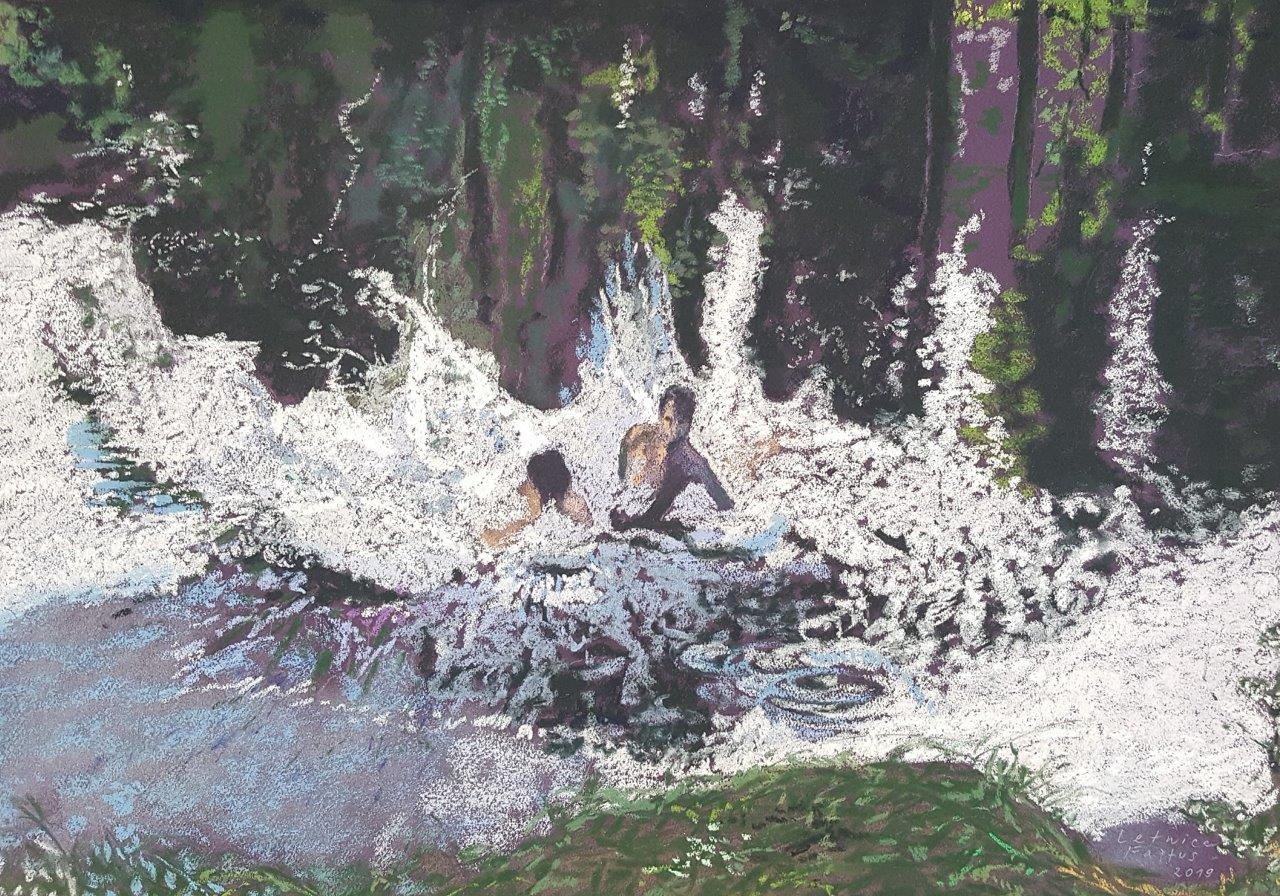
Letnice, pastel na ručním papíře, 50×70 cm.
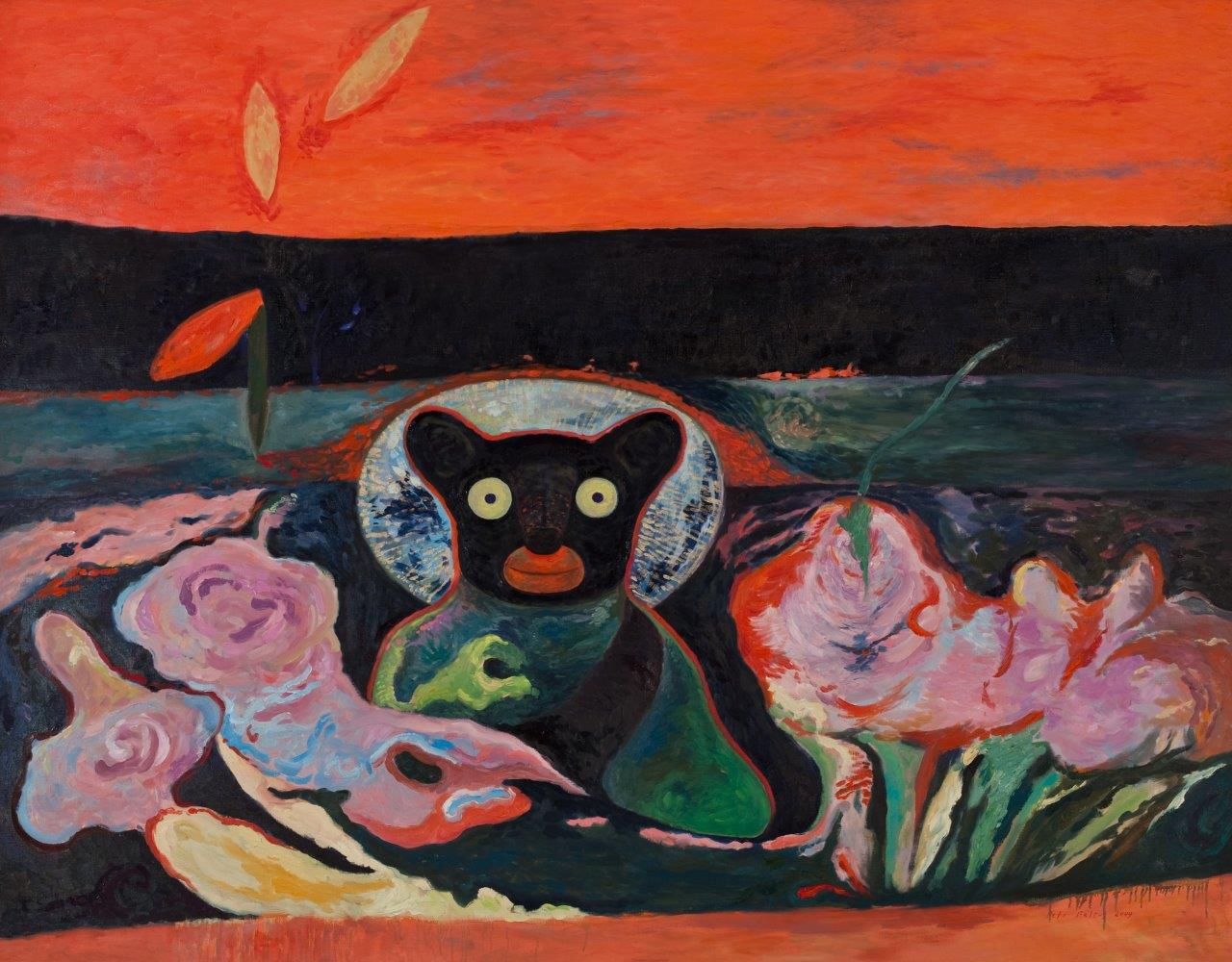
Na Marsu je život I, olej na plátně, 150×190 cm
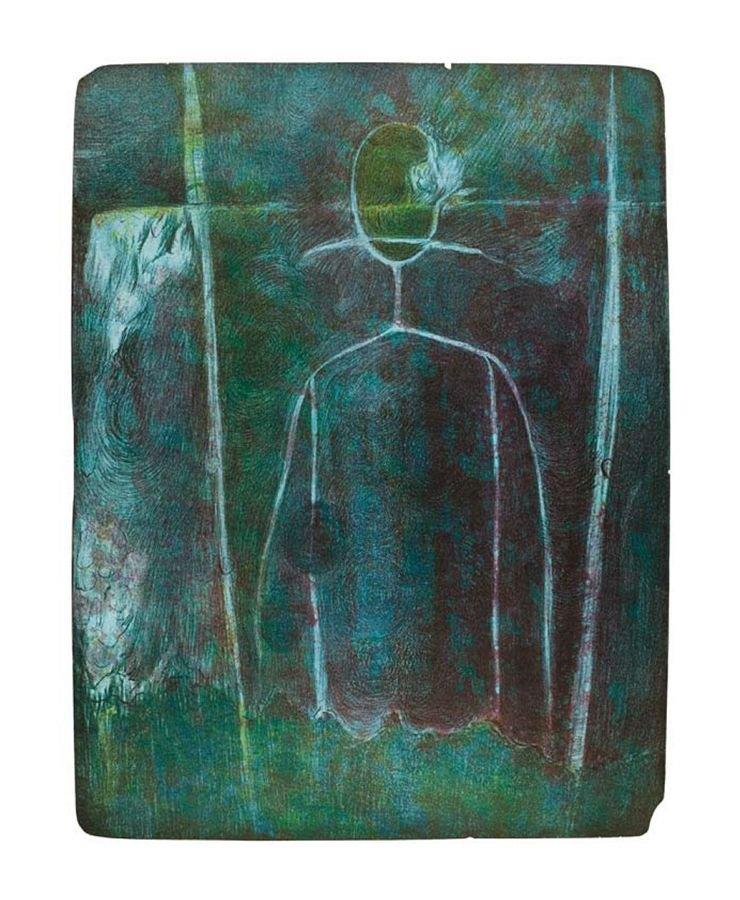
Prší cestou k Mouřenci, litografie, 87,8×67,2 cm
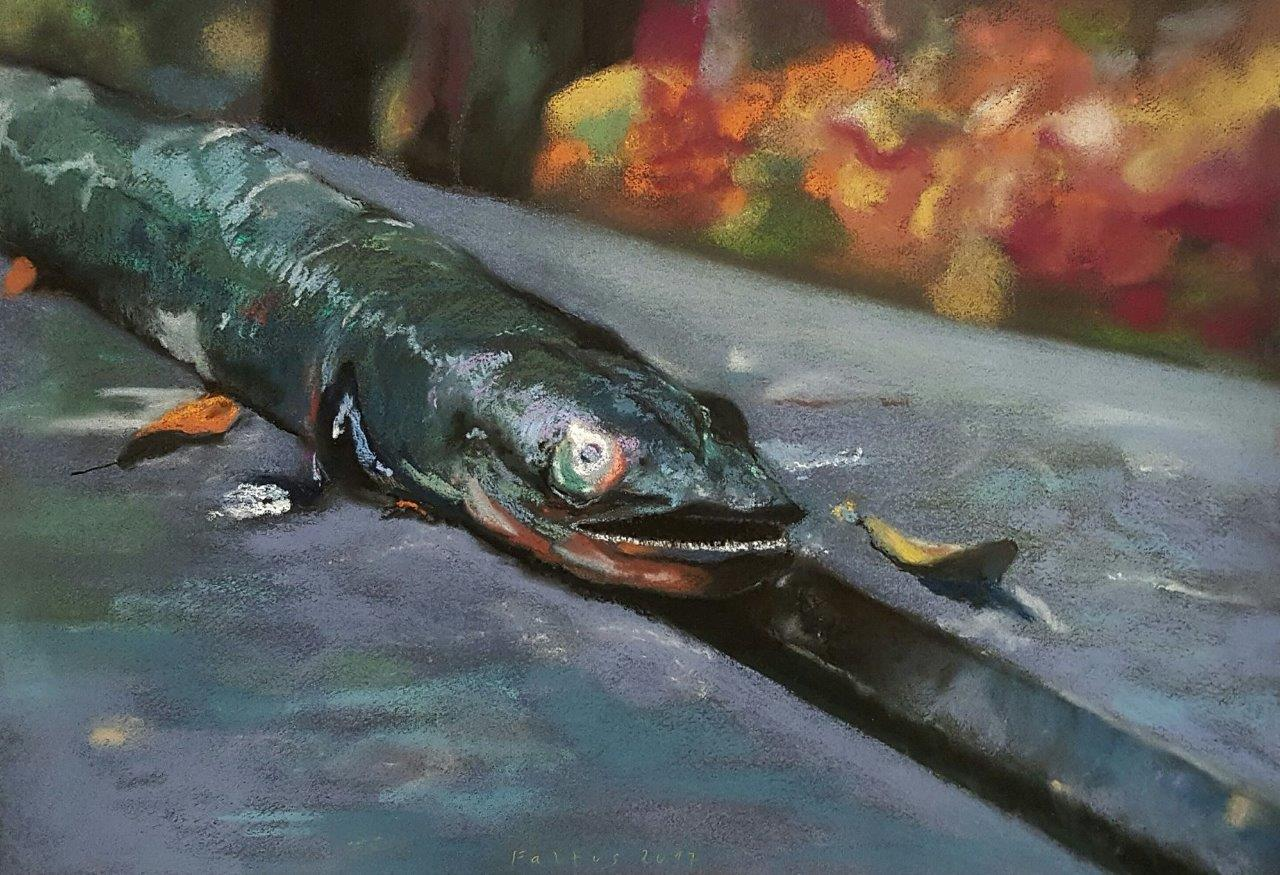
Šumava patafyzická – Rybana ze Sušice, pastel na ručním papíře, 42×59 cm
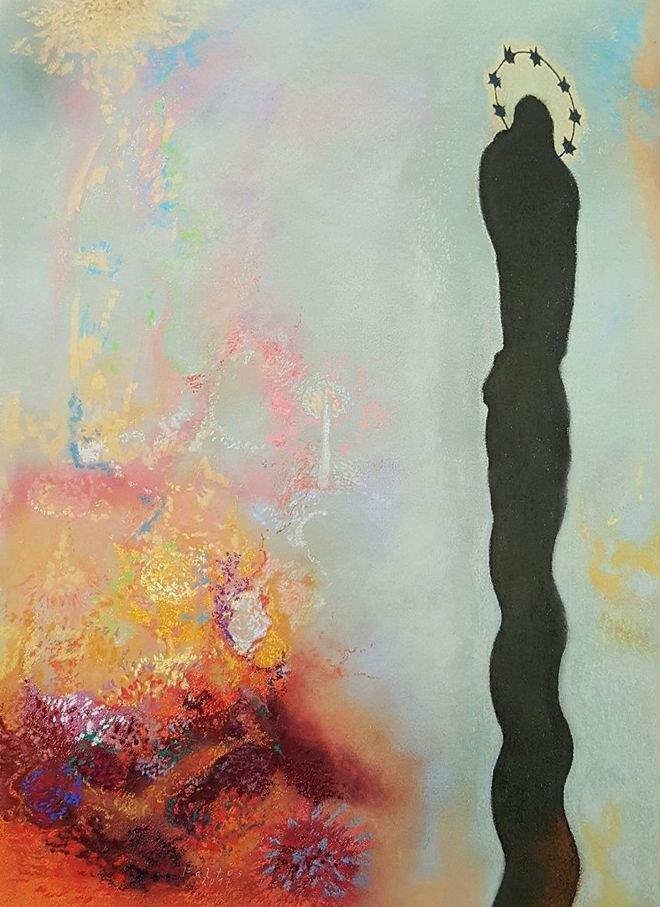
Šumava patafyzická – Z Mokrosuk stín, pastel na ručním papíře, 75×56 cm
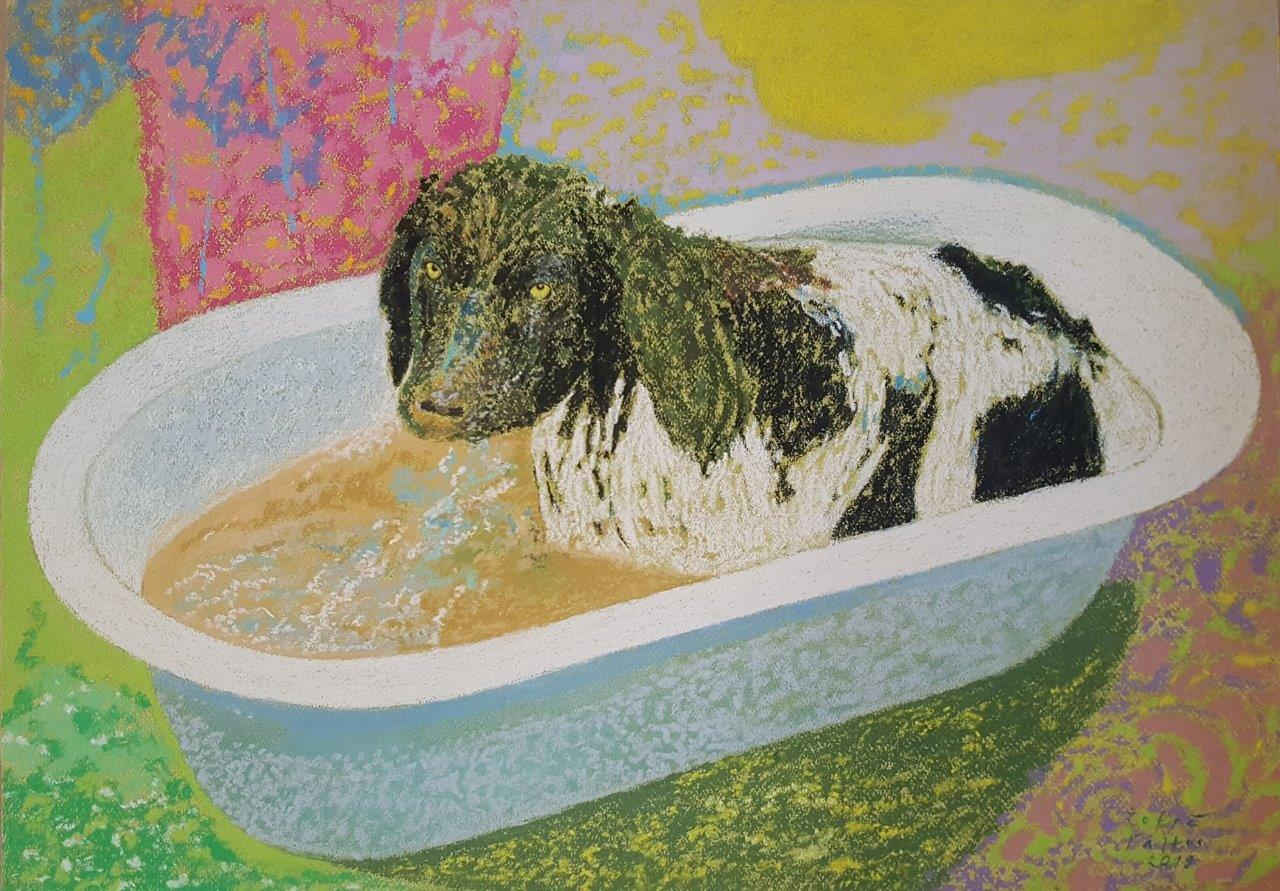
Žofré, pastel na ručním papíře, 50×70 cm